# William (3e comte de Sutherland)
Pour les articles homonymes, voir William.
William III Sutherland (c. 1286-1330) 3e comte de Sutherland de 1306 ou 1307 à 1330.

## Biographie
Il succède à son père William II Sutherland sans doute jeune car il est confié à la garde de John de Ross, le plus jeune fils de William (II) Ross comte de Ross. Cette tutelle ne dure toutefois pas très longtemps car il est désigné comme William 3e comte de Sutherland le 16 mars 1309 quand il apparait au premier parlement tenu par Robert Bruce à St Andrews et qu'il a clairement abandonné l'hostilité de son père à la royaute de Robert Ier.
Il est également présent au parlement tenu à Arbroath en 1320, apposant son sceau sur la lettre des nobles au Pape Jean XXII connue comme la déclaration d'Arbroath. William meurt en décembre 1330, apparemment célibataire et il a comme successeur son frère Kenneth 4e comte qui sera tué trois ans plus tard à la Bataille de Halidon Hill.

## Sources
- (en) C. A. McGladdery « William Sutherland, third earl of Sutherland (c.1286–1330), dans Sutherland family (per. c.1200–c.1510) », Oxford Dictionary of National Biography, Oxford University Press, 2004
- (en) John L. Roberts  Lost Kingdoms. Celtic Scotland and the Middle Ages Edinburgh University Press (Edinburgh 1997)  (ISBN 0748609105).